# О Ломами
О Ломами (на френски и на суахили: Haut-Lomami, в най-близък превод Горна Ломами или Горно Ломами) е една от провинциите на Демократична република Конго. Разположена е в югоизточната част на страната, по поречието на река Ломами. Столицата на провинцията е град Камина. Площта на О Ломами е 108 204 км², а населението, според проекция за юли 2015 г., е 2 957 000 души. Най-масово говореният език в провинцията е езикът суахили.